# 斯德望七世
教宗德範七世（拉丁語：Stephanus PP. VII；？—931年）本名不詳，於929年1月至931年2月出任教宗。

## 譯名列表
- 见教宗斯德望一世